# بعد (فلم 2019)
بعد (بالإنجليزية: After) فيلم درامي رومانسي أمريكي لعام 2019، من إخراج جيني غيج، استنادًا إلى رواية صدرت عام 2014، وتحمل نفس الاسم من تأليف آنا تود. كتب السيناريو سوزان مكمارتن، وتمارا تشيستنا، وجيني غيج. يقوم ببطولة الفيلم جوزفين لانجفورد وهيرو فينيس تيفين. يروي الفيلم قصة فتاة مراهقة عديمة الخبرة تبدأ في إقامة علاقة حب مع طالب غامض خلال الأشهر الأولى من دراستها الجامعية.
صدر الفيلم في لوس أنجلوس في 8 أبريل 2019.

## طاقم التمثيل
- جوزفين لانجفورد: في دور تيسا يونغ

- هيرو فينيس تيفين: في دور هاردين سكوت

- سلمى بلير: في دور كارول يونغ

- إنانا سركيس: في دور مولي صامويلز

- شين بول ماكغي: في دور لاندون جيبسون

- خديجة الرعد الأحمر: في دور ستيف جونز

- بيا ميا: في دور تريستان

- صموئيل لارسن: في دور زيد إيفانز

- ديلان أرنولد: في دور نوح بورتر

- جينيفر بيلز: في دور كارين سكوت

- بيتر غالاغر: في دور كين سكوت[3]

## أحداث الفيلم
بدأت تيسا يونغ سنتها الجامعية الأولى بالانتقال إلى غرفة سكنها بمساعدة والدتها كارول وصديقها نواه. تلتقي بزميلتها الجديدة في السكن، ستف، وصديقتها تريستان، وفي اليوم التالي، تشارك تيسا لقاء قصير مع صديق ستف، هاردين سكوت. تقنع ستف تيسا بحضور حفلة حيث تلتقي بأصدقاء ستف الآخرين زد ومولي وجيس، وتلتقي بهاردن للمرة الثانية. تلعب المجموعة دور الحقيقة أو الجرأة، وتكشف بدورها عن عذرية تيسا؛ ويطلب منها أن تتجرأ على تقبيل هاردين لكنها ترفض، وفي وقت لاحق من الحفلة، يحاول هاردين تقبيل تيسا، لكنها ترفض وتغادر الحفلة. تستمر الأحداث وتيسا تنمو علاقتها بهاردين.

## استقبال الفيلم
حقق الفيلم إجمالي 12.1 مليون دولار في الولايات المتحدة وكندا، و 57.6 مليون دولار في أقاليم أخرى، ليصبح المجموع العالمي 69.7 مليون دولار، مقابل ميزانية إنتاج قدرها 14 مليون دولار.
منح موقع الطماطم الفاسدة الفيلم تقييم مقداره 19% بناء على آراء 37 ناقد سينمائي، وكان التعليق العام للموقع: «فاتر ومتعب».
منح موقع ميتاكريتيك الفيلم تقييم مقداره 30% بناء على آراء 8 نقاد.

## وصلات خارجية
- بعد  في قاعدة بيانات الأفلام على الإنترنت (بالإنجليزية)
- After Movie on فيسبوك
- بعد على إنستغرام
- After, the novel which serves as the basis for the movie, on واتباد
- After Movie[وصلة مكسورة] on واتباد